# La Parra (ort i Spanien, Extremadura)
La Parra är en ort i Spanien.   Den ligger i provinsen Provincia de Badajoz och regionen Extremadura, i den sydvästra delen av landet, 300 km sydväst om huvudstaden Madrid. La Parra ligger 519 meter över havet och antalet invånare är 1 432.
Terrängen runt La Parra är lite kuperad. Runt La Parra är det glesbefolkat, med 17 invånare per kvadratkilometer. Närmaste större samhälle är Fuente del Maestre, 15,2 km öster om La Parra. Omgivningarna runt La Parra är huvudsakligen savann.